# Acanthocephaloides propinguus
Acanthocephaloides propinguus är en hakmaskart som först beskrevs av Félix Dujardin 1845.  Acanthocephaloides propinguus ingår i släktet Acanthocephaloides och familjen Arhythmacanthidae. Inga underarter finns listade i Catalogue of Life.